# Niels Richard Hansen
Niels Richard „Ricardo“ Hansen (* 19. April 1933; † 28. Januar 2006) war ein dänischer Arzt und Jazzmusiker (Banjo), der als Ricardo mehrere Dixieland-Bands in Dänemark leitete.

## Leben und Wirken
Hansen, der 1952 auf einer Privataufnahme mit den Ramblers mitwirkte, gehörte zwischen 1954 und 1956 zur Royal Jazzband bzw. Bohana Jazzband um Arne Bue Jensen, mit der es auch zu Aufnahmen kam. 1957 gründete Hansen mit den Ricardo’s Jazzmen eine erste eigene Band, die unter anderem im Restaurant Cap Horn im Nyhavn von Kopenhagen regelmäßig auftrat. Die Band spielte traditionellen New Orleans Jazz; die Inspirationsquelle waren zunächst die Aufnahmen von Ken Colyer. Erste Aufnahmen von Ricardo’s Jazzmen entstanden 1960. Nach ersten Besetzungswechseln bestand die Band 1961 aus Jørn Thomsen an der Trompete (1959–1966), Ole „Fessor“ Lindgreen an der Posaune (1959–1966), Hans Holbroe an der Klarinette (1959–1971), Ricardo am Banjo (1957–1978), Arne Birger Johansen am Bass (1959–1966) und Thorkild Møller am Schlagzeug (1961–1971). In den 1960er Jahren spielten Ricardo’s Jazzmen häufig in Jazzclubs und auf Schulbällen in Skåne. Daneben praktizierte er als Psychiater und Bezirksarzt. 1978 übernahm der Posaunist Børge Ehler die Leitung der Band und blieb bis zur Auflösung von Ricardo’s Jazzmen im Jahr 2019 ihr Leiter. Die Formation war in vielen Hörfunk- und Fernsehsendungen zu Gast, trat auf zahlreichen europäischen Festivals und überall in  Skandinavien, auch in Island, den Färöer-Inseln sowie in Grönland auf.
Hansen tourte ab 1971 zudem mit zahlreichen amerikanischen Musikern wie Kid Thomas, Alton Purnell, Ida Goodson oder Percy Humphrey, mit denen es auch zu Aufnahmen kam. 1975 veröffentlichte er mit seiner Ricardo’s Orion Brass Band die EP New Orleans Funeral. Sein letzter Auftritt, der auf Platte dokumentiert ist, ist ein Mitschnitt eines Auftritts vom „Femø Jazz Festival“ mit Ricardos Orion Brass Band vom 5. August 1978.
1978 gab Hansen die Karriere als Musiker auf und zog nach Schweden, wo er als Arzt praktizierte. Als Amateur begann er Mitte der 1990er Jahre wieder in mehreren Bands zu wirken. Von 1996 bis 1999 gehörte er zur Red Wing Ragtime Band aus Göteborg; einige Live-Aufnahmen mit ihnen aus dem Jahr 1998 sind im Internet zu finden. Zu Beginn des 21. Jahrhunderts spielte er bei Spirit of New Orleans aus Frillesås. Er ist auch auf Aufnahmen mit Papa Benny's Jazzband und P. Nissen's Pick-up Band zu hören.

## Diskographische Hinweise
- Ricardo’s Jazzmen Featuring Bob Greene / Ricardos New Orleans Jazzband (CSA Records 1972?)
- Ricardo’s Jazzmen Featuring Alvin Alcorn: Ricardo's Jazzmen Today (Polydor 1974)
- Ricardo’s Jazzmen: Jeg har Boet ved en Landevej (Når Børge Spiller Trækbasun) (EMI 1976)
- Alton Purnell, Sammy Rimington, Ricardo: The Spirit of New Orleans 3 (Music Mecca 1995)